# Congratulations (canción de Post Malone)
«Congratulations» es una canción del cantante estadounidense Post Malone con la colaboración de Quavo. Fue lanzada el 4 de noviembre de 2016 por Republic Records como el primer sencillo promocional de su álbum de estudio debut, Stoney (2016). Luego fue lanzado el 31 de enero de 2017, como el quinto sencillo del álbum. fue producida por Metro Boomin, Frank Dukes y Louis Bell. Alcanzó su punto máximo en el número ocho en el Billboard Hot 100, convirtiéndose en su canción con la posición más alta en la lista, superando a «White Iverson», hasta que fue nuevamente se superó esta vez con su canción «Rockstar» con 21 Savage, que alcanzó el número uno. Hasta el momento, la canción ha recibido más de 1100 millones de visitas en YouTube en todo el mundo.

## Composición
La canción está escrita en clave de F♯ mayor con un ritmo de 110 latidos por minuto.

## Video musical
El video musical que acompaña a la canción se estrenó el 23 de enero de 2017, en la cuenta Vevo de Post Malone en YouTube. El video musical fue dirigido por James DeFina. Cuenta con un cameo de Murda Beatz, Metro Boomin, Frank Dukes y otros miembros de la agrupación Migos. Desde febrero de 2019, el video cuenta con más de 970 millones de vistas.

## Rendimiento comercial
La canción llegó al número ocho en el Billboard Hot 100, se convirtió en el segundo top 20 de Post Malone, luego de su primer sencillo, "White Iverson", y el primer top 10, y ha pasado un total de 50 semanas en la lista. La canción fue certificada ocho veces platino por la Asociación de la industria discográfica de América (RIAA) para ventas combinadas y unidades equivalentes de transmisión de más de ocho millones de unidades en los Estados Unidos.

## Certificaciones
| País (Organismo certificador) | Certificaciones | Ventas certificadas | Ref.  |
| ----------------------------- | --------------- | ------------------- | ----- |
| Australia (ARIA)              | 10× Platino     | 700 000             | [ 6 ] |
| Estados Unidos (RIAA)         | 14× Platino     | 14 000 000          | [ 7 ] |

## Historial de lanzamiento
| País           | Fecha                  | Formato | Discográfica | Ref.  |
| -------------- | ---------------------- | ------- | ------------ | ----- |
| Estados Unidos | 4 de noviembre de 2016 | Digital | Republic     |       |
| Estados Unidos | 31 de enero de 2017    | Radio   | Republic     | [ 2 ] |